# 五環體育館
長春五環體育館是第六屆亞洲冬季運動會的主場館，於1994年中動工，其建築面積達31192平方米，可容纳11428名观众。亞冬會期間，體育館會用於開、閉幕式、短道速滑與花樣滑冰的賽事。